# Noord-Zanzibar
Noord-Zanzibar is een van de 26 administratieve regio's van Tanzania. De regio is gelegen op het eiland Zanzibar voor de kust van het land waarop het een van de drie regio's is. Met 470 km² is Noord-Zanzibaar de op twee na kleinste regio van Tanzania. In 2002 telde de regio net geen 137.000 inwoners. De hoofdstad van de regio is Mkokotoni.

## Grenzen
Als eilandregio zijn de meeste grenzen van Noord-Zanzibar kustlijnen:
- Met de Indische Oceaan.
- Op het vasteland ten westen van de regio liggen de regio's Tanga en Pwani.

Noord-Zanzibaar grenst ten slotte aan de twee overige regio's op het eiland:
- Centraal- en Zuid-Zanzibar in het zuidoosten.
- Stedelijk- en West-Zanzibar in het zuidwesten.

## Districten
De regio is onderverdeeld in twee districten:
- Kaskazini A
- Kaskazini B